# Ron Teunisse
Ronald (Ron) Teunisse (12 juni 1952) is een voormalige Nederlandse ultraloper. Hij is Nederlands recordhouder op de 12 uur en 100 mijl en was dat op de 24 uur van 1990 tot 2023. Hij bereikte als enige Nederlander vijfmaal de finish van de Spartathlon.

## Carrière
Op achttienjarige leeftijd ziet Teunisse op tv een documentaire over een Finse loper die rustig door de uitgestrekte bossen loopt. Hierdoor geïnspireerd gaat hij zelf afstanden lopen. In het begin gaat het hem alleen om het dagelijkse lopen, later loopt hij ook marathons. In 1983 wordt de eerste Spartathlon gehouden. Datzelfde jaar ontmoet hij ook Jan Knippenberg. Ze komen elkaar toevallig tegen in de duinen van Castricum, wanneer ze allebei richting IJmuiden rennen, Teunisse op weg naar zijn werk als psychiatrisch verpleegkundige in Santpoort, Knippenberg op zijn dagelijkse trainingsloop na afloop van zijn werk als leraar. Knippenberg stimuleert hem om langere afstanden te lopen dan een marathon. Dit en de tv-beelden van de Spartathlon bewegen Teunisse om meer te gaan doen en in 1984 loopt hij de Schipholloop. Daarna loopt Teunisse de 100 km van Winschoten. Zijn grote passie worden de 24 uur en de Spartathlon. Tijdens zijn eerste 24 uur van Apeldoorn loopt hij 237 km. In 1990 loopt hij daar het Nederlands record met 261,475 km. Dit record bleef overeind staan tot december 2023.

### Spartathlon
In 1988 eindigde hij als tweede in de Spartathlon, ondanks dat hij onderweg de verkeerde kant werd opgestuurd, toen hij aan het inlopen was op koploper Rune Larsson. Teunisse liep er 25:49.57 uur over; hij had ongeveer 5 kwartier aan omlopen verspild plus motivatieverlies. Het was dat jaar zijn grootste kans om te winnen. Rune Larsson finishte als eerste in 24:42.05.
Twee weken na die Spartathlon startte hij op Sardinië voor een loop over 250 km. Door fraude van koploper Bakmaz eindigde hij ook hier als tweede. Teunisse finisht vijfmaal in de Spartathlon. Alle keren bij de eerste 10. In 1994 werd hij weer tweede met een tijd van 28:22.32.

### Andere ultrawedstrijden
In 1988 loopt hij als eerste de Elfstedentocht solo. Over de 212 km doet hij 19:31.
Op Texel loopt Teunisse, nadat de eerste editie alleen een 60 km loop bevat (waarin hij derde werd), in 1993 de 120 km. Hier doet hij 9:47 over. Jaren later (op zijn 53ste) loopt hij hem weer en komt als derde Nederlander binnen, met een tijd van net onder de 11 uur.
Teunisse heeft tweemaal de, inmiddels niet meer gelopen, vredesloop Belfast-Dublin met een afstand van 106 mijl gelopen. In 1995 werd hij derde, het jaar daarop won hij met een tijd van ruim 15 uur.
In 1996 won hij de eerste Jan Knippenberg Memorial. In 2002 eindigde hij hier op de derde plaats. Daarnaast loopt hij nog tal van zes, twaalf,- en 24-uurswedstrijden.
In zijn actieve tijd was Ron Teunisse aangesloten bij AV Suomi in Santpoort-Noord.

## Boek
- De koerier die nergens bij hoort, Ron Teunisse, 2010, ISBN 978-90-815750-1-0

## Titels
- Nederlands kampioen 12 uur - 1995
- Nederlands kampioen 24 uur - 1987, 1990, 1997

## Persoonlijke records
| Onderdeel        | Prestatie  | Jaartal |
| ---------------- | ---------- | ------- |
| marathon         | 2:31.13    | 1983    |
| 50 km            | 3:58.22    | 1990    |
| 100 km           | 7:47.15    | 1985    |
| 100 Engelse mijl | 13:54.01   | 1990    |
| 6 uur            | 83,300 km  | 1993    |
| 12 uur           | 147,910 km | 1995    |
| 24 uur           | 261,475 km | 1990    |

## Palmares

### 6 uur
- 1993:  Amersfoort 6 uur - 83,300 km
- 2000: 93e IAU 24h EC Uden - 60 km
- 2003:  6 uren van de Haarlemmermeer - 74,339 km
- 2005: 8e Self Transcendence 6 uur Amsterdam - 70,643 km

### 12 uur
- 1991:  Den Haag 12 uur - 143,017 km
- 1993:  Den Haag 12 uur - 145,314 km
- 1994:  Den Haag 12 uur - 145,767 km
- 1995:  NK in Amersfoort - 147,190 km
- 1998:  Ultramarathon Cranendonck - 141,095 km

### 24 uur
- 1986: ?e Apeldoorn - 237,xx km
- 1987:  NK in Apeldoorn - 251,949 km (1e overall)
- 1990:  NK in Apeldoorn - 261,475 km (1e overall)
- 1993:  Madrid - 248,713 km
- 1997:  NK in Apeldoorn - 242,909 km (1e overall)
- 2003:  IAU 24h EC Uden - 219,526 km

### Overige
- 1984: 12e Schipholloop - 4:10.47
- 1985: 17e Run Winschoten 100 km - 7:47.15
- 1987: 4e Spartathlon - 28.32,22
- 1988:  Spartathlon - 25.49,57
- 1988: Elfstedentocht (212 km) - 19:31
- 1991:  Zestig van Texel - 4:19.47
- 1992: 10e Spartathlon - 30.04,08
- 1993:  Zestig van Texel (120 km) - 9:47
- 1994:  Spartathlon - 28.22,00
- 1995:  Zestig van Texel (120 km) - 9:52
- 1995:  Belfast-Dublin (171 km) - onbekend
- 1996:  Belfast-Dublin (171 km) - 15:11
- 1996:  Jan Knippenberg Memorial (150 km) - 13:53
- 1996: DNF Spartathlon
- 1997: 73e RUN Winschoten 100 km - 8:11.38
- 1998: 4e Spartathlon - 27.58,07
- 1999: DNF Spartathlon
- 2002: DNF Spartathlon
- 2002:  Jan Knippenberg Memorial - 7:21.35
- 2005: 5e Zestig van Texel - 10:56.38
- 2008: 48e Les 6 jours d'Antibes - 107,732 km